# (9171) Carolyndiane
(9171) Carolyndiane (1989 GD5) – planetoida z pasa głównego asteroid okrążająca Słońce w ciągu 4,16 lat w średniej odległości 2,59 j.a. Odkryta 4 kwietnia 1989 roku.